# Бертен Ебвелле
Бертен Ебвелле Ндінге (фр. Bertin Ebwellé Ndingué, нар. 11 вересня 1962, Яунде, Камерун) — камерунський футболіст, що грав на позиції захисника. По завершенні ігрової кар'єри — тренер. Виступав, зокрема, за клуб «Балі Юнайтед», а також національну збірну Камеруну.

## Клубна кар'єра
У дорослому футболі дебютував 1985 року виступами за команду «Тоннер», в якій провів п'ять сезонів. 
Згодом з 1991 по 1996 рік грав у складі команд «Балі Юнайтед», «Олімпік» (Мвольє) та «Канон Яунде».
1986 року повернувся до клубу «Балі Юнайтед», за який відіграв 12 сезонів. Завершив професійну кар'єру футболіста виступами за команду «Балі Юнайтед» у 1998 році. У 2002 році 41-річний Ебвеле відновив футбольну кар'єру, грав за індонезійський «ПСПС Пеканбуру». Відзначився голом за клуб 7 березня проти «Персіти». На 62-й хвилині зрівняв рахунок у матчі, який завершився внічию.

## Виступи за збірну
1984 року дебютував в офіційних матчах у складі національної збірної Камеруну.
У складі збірної був учасником Кубка африканських націй 1988 року у Марокко, здобув того року титул континентального чемпіона, чемпіонату світу 1990 року в Італії (зіграв 5 матчів), Кубка африканських націй 1990 року в Алжирі, Кубка африканських націй 1992 року у Сенегалі, Кубка африканських націй 1996 року у ПАР.
Загалом протягом кар'єри у національній команді, яка тривала 13 років, провів у її формі 37 матчів.
Учасник товариського матчу 11-ти легенд африканського футболу проти 11-ти легенд європейського футболу. Тренером збірної Африки був Джомо Соно, а європейців очолив Йоган Нескенс.

## Кар'єра тренера
По завершенні кар'єри гравця розпочав тренерську діяльність. Спочатку допомогав тренувати Екехі в юнацькій збірній Камеруну (U-17). У 2005 році призначений головним тренером «Тоннера» (Яунде). У 2012 році замінив Джона Єбі Маєбі на чолі «Тіко Юнайтед»

## Титули і досягнення
- Переможець Кубка африканських націй: 1988
- Срібний призер Кубка африканських націй: 1986